# Европско првенство у атлетици у дворани 1974 — 1.500 метара за мушкарце
Такмичење у трци на 1.500 метара у мушкој конкуренцији на 5. Европском првенству у атлетици у дворани 1974. одржано је 10. марта 1974. године у дворани Скандинавијум у Гетеборгу, (Шведска).
Титулу освојену у Ротердама 1973. по четврти пут одбранио је Хенрик Шордиковски из Пољске.

## Земље учеснице
Учествовало је 6 атлетичара из 5 земаља.
1. Исланд (1)
2. Пољска (2)
3. Румунија (1)
4. Шведска (1)
5. Западна Немачка (1)

## Рекорди
| Светски рекорд у дворани                                    | Харалд Норпот            | Западна Немачка          | 3:37,8                   | Западни Берлин, Западна Немачка | 10. фебруар 1971.        |                          |                          |
| Европски рекорд у дворани                                   | Харалд Норпот            | Западна Немачка          | 3:37,8                   | Западни Берлин, Западна Немачка | 10. фебруар 1971.        |                          |                          |
| Рекорди европских првенстава у дворани                      | Хенрик Шордиковски       | Пољска                   | 3:41,4                   | Софија, Бугарска                | 14. март 1971            |                          |                          |
| Рекорди после завршеног Европског првенства у дворани 1974. |                          |                          |                          |                                 |                          |                          |                          |
| Рекорди европских првенстава у дворани                      | Нових рекорда није било. | Нових рекорда није било. | Нових рекорда није било. | Нових рекорда није било.        | Нових рекорда није било. | Нових рекорда није било. | Нових рекорда није било. |

## Освајачи медаља
|                           |                                  |                         |
| Хенрик Шордиковски Пољска | Томас Вестинхаге Западна Немачка | Влођимјеж Сташак Пољска |

## Резултати

### Финале
| Пласман | Атлетичар          | Земља           | Резултат | Белешка |
| ------- | ------------------ | --------------- | -------- | ------- |
|         | Хенрик Шордиковски | Пољска          | 3:41,78  | ЛРСд    |
|         | Томас Вестинхаге   | Западна Немачка | 3:42,04  | ЛРСд    |
|         | Влођимјеж Сташак   | Пољска          | 3:43,48  | ЛРд     |
| 4.      | Петре Лупан        | Румунија        | 3:43,67  | ЛРд     |
| 5.      | Пер-Ерик Хагберг   | Шведска         | 3:47,00  | ЛРд'    |
| 6.      | Аугуст Аусгејрсон  | Исланд          | 3:55,17  | ЛРд     |

## Укупни биланс медаља у трци на 1.500 метара за мушкарце после 5. Европског првенства у дворани 1970—1974.
|    | Земља           |   |   |   |    |
| -- | --------------- | - | - | - | -- |
| 1. | Пољска          | 4 | 0 | 1 | 5  |
| 2. | Француска       | 1 | 0 | 0 | 1  |
| 3. | Совјетски Савез | 0 | 1 | 1 | 2  |
| 3. | Западна Немачка | 0 | 1 | 1 | 2  |
| 5. | Белгија         | 0 | 1 | 0 | 1  |
| 5. | Грчка           | 0 | 1 | 0 | 1  |
| 5. | Ирска           | 0 | 1 | 0 | 1  |
| 8. | Источна Немачка | 0 | 0 | 1 | 1  |
| 8. | Италија         | 0 | 0 | 1 | 1  |
|    | Укупно {9}      | 5 | 5 | 5 | 15 |

|    | Атлетичар          | Земља           |   |   |   |   |
| -- | ------------------ | --------------- | - | - | - | - |
| 1. | Хенрик Шордиковски | Пољска          | 4 | 0 | 0 | 4 |
| 2. | Владимир Пантелеј  | Совјетски Савез | 0 | 1 | 1 | 2 |